# Jacob Madsen Vejle
Jakob Madsen Vejle (auch: Jacob Matthias Villus, Jacon Matthiesen Viellg; * 24. Juli 1538 in Vejle; † 24. September 1606 in Odense) war ein dänischer evangelischer Bischof von Fünen.

## Leben
Jakob Madsen war der Sohn des Bürgermeisters in Vejle Nils Madsen († 1539) und dessen Frau Ellen (Lene) Kristen († 1556), der Tochter des Bürgermeisters Nils Kristen in Varde. Er hatte anfänglich die Schule seiner Heimatstadt besucht. 1548 wechselte er auf die Schule in Ribe, 1551 an die Schule in Odense, 1553 an die Schule Viborg und 1555 bezog er die Universität Kopenhagen. Nach der Absolvierung seiner akademischen Grundausbildung reiste er 1561 an die Universität Löwen und an die Universität Paris. Seine Studien setzte er am 4. Dezember 1562 an der Universität Wittenberg fort und erwarb sich dort am 10. August 1563 den akademischen Grad eines Magisters der Philosophie.
Zurückgekehrt nach Dänemark war er zunächst an der Frauenkirche in Kopenhagen tätig, hielt Vorlesungen an der Universität und wartete auf die Gelegenheit zu einer wirksameren Verwendung seiner Person im dänischen Staatsdienst. 1565 wurde er dann Rektor der Stadtschule in Ribe, übernahm 1567 ein Pfarramt am Dom zu Ribe und erhielt 1568 ein Kanonikat im Domkapitel. Als theologischer Gutachter war er 1572 an den Hexenprozessen in Ribe beteiligt und später an Regeln für Hochzeiten. 1587 wurde er zum Bischof von Fünen gewählt. Jedoch wünschte sich ihn seine Gemeinde wieder zurück. Auf Intervention des Königs wurde er 1588 in der Kirche St. Knud in Odense von seinem Vetter Bischof Hans Laugesen aus Ribe geweiht. Er beteiligte sich an der Beseitigung katholischer Relikte in seinem Bistum und verbot 1595 die Konkordienformel. 1596 nahm er an der feierlichen Krönung Christians IV. teil.

## Werk
- Vor kristelige Børnelærdom i Sporgsmaal.

## Familie
Aus seiner am 18. Oktober 1566 geschlossenen Ehe mit Karen (* um 1548; † 4. Mai 1615), der Tochter des Ratmanns in Ribe Jens Bagge, sind 13. Kinder hervorgegangen. Bekannt sind:
- Peter (* 15. August 1570; † 8. August 1561 in Odense), Bürger und Kaufmann in Odense, verh. Marina Anders Klyn, der Tochter des Ratmannes in Ribe Anders Sörensen Klyn (1551–1598) aus der Ehe gingen mindestens fünf Kinder hervor
- Matthias (* 24. Juli 1569 in Ribe; † 15. Mai 1636 in Arhus), Leibarzt Christian IV. von Dänemark, er war mit einer Tochter des Bischofs in Arhus Jens Gjodesen (1550–1626) verheiratet und ist der Vater des Bischofs in Arhus Jacob Matthiesen (auch Madsen; * 17. Oktober 1602; † 3. Juni 1660)